# Louis Prima
Louis Prima (ur. 7 grudnia 1910 w Nowym Orleanie, zm. 24 sierpnia 1978 tamże) – amerykański wokalista, trębacz, bandleader, kompozytor, showman i aktor. 

## Życiorys
Jego rodzina wyemigrowała z Sycylii, po krótkim pobycie w Argentynie, osiedlili się na stałe w Stanach Zjednoczonych. Znany m.in. jako twórca jednego z najsłynniejszych standardów ery swingu – utworu „Sing, Sing, Sing” z 1936 roku, spopularyzowanego przez big-band Benny'ego Goodmana, a także z aranżacji i wykonań utworów takich jak: „Just a Gigolo”/„I Ain't Got Nobody”, czy „Buona sera”. Niektóre z jego utworów zostały wykorzystane w grach komputerowych, np. Mafii oraz jej kontynuacji Mafii II oraz filmach np. Dziewczyna gangstera czy Depresja gangstera.

## Dyskografia
- Louis Prima Plays for the People (Mercury, 1953)
- The Wildest! (Capitol, 1956)
- The Call of the Wildest (Capitol, 1957)
- Louis Prima with Orchestra (Rondo-Lette, 1957)
- Breaking It Up! (Columbia, 1958)
- Hi-Fi Lootin' z Joe Venuti (Design, 1958)
- Entertains (Rondo-Lette, 1959)
- Strictly Prima! (Capitol, 1959)
- Pretty Music, Prima Style (Vol. 1) (Dot, 1960)
- Wonderland by Night: Pretty Music, Prima Style – Volume II (Dot, 1960)
- Blue Moon (Pretty Music, Prima Style – Vol. 3) (Dot, 1961)
- Doin' the Twist with Louis Prima (Dot, 1961)
- The Wildest Comes Home! (Capitol, 1962)
- Lake Tahoe, Prima Style (Capitol, 1962)
- Italian Favorites z Phil Brito (Tops, 1963)
- Prima Show in the Casbar (Prima Magnagroove, 1963)
- The King of Clubs (Prima Magnagroove, 1964)
- Let's Fly with Mary Poppins z Gia Maione (Prima Magnagroove, 1965)
- The Golden Hits of Louis Prima (Hanna Barbera, 1966)
- Louis Prima On Broadway (United Artists, 1967)
- The Jungle Book (Disneyland, 1967)
- The New Sounds of the Louis Prima Show (De-Lite/Prima Magnagroove, 1968)
- More Jungle Book...Further Adventures of Baloo and Mowgli z Phil Harris (Disneyland, 1969)
- Blast Off! The Live New Sound of Louis Prima (Quad/Prima Magnagroove, 1970)
- The Prima Generation '72 (Prima Magnagroove; Brunswick, 1972)
- Just a Gigolo (Prima Magnagroove, 1973)
- Angelina (Prima Magnagroove, 1973)
- Let's Hear It for Robin Hood (Buena Vista, 1974)
- The Wildest '75 (Prima Magnagroove, 1975)
- Proprio Un Gigolo (Record Bazaar, 1978)
- Let's Swing It (Classic Jazz/Charly, 1994)
- I Wanna Be Like You (Walt Disney, 1995)